# Distúrbios em Al-Qamishli em 2004
Distúrbios em Al-Qamishli em 2004 referem-se à revolta por curdos sírios na cidade nordestina de Al-Qamishli em março de 2004. Os tumultos começaram durante um caótico jogo de futebol, quando alguns torcedores do time visitante (árabes) começaram a levantar imagens de Saddam Hussein, uma ação que irritou os torcedores do time anfitrião (os curdos) que passaram a erguer a bandeira do Curdistão. Ambos os grupos começaram a atirar pedras uns aos outros, o que logo culminou em um conflito político. O escritório local do Partido Baath foi incendiado por manifestantes curdos, levando as forças de segurança reagirem. O exército sírio respondeu rapidamente, com a implantação de tropas apoiadas por tanques e helicópteros, e lançando uma repressão. Os eventos chegariam ao clímax quando curdos em Qamishli derrubaram uma estátua de Hafez al-Assad. Pelo menos 30 curdos foram mortos quando os serviços de segurança retomaram a cidade.  Como resultado da repressão, milhares de curdos sírios fugiram para o Curdistão iraquiano.